# تيري جارفيس
تيري جارفيس (29 يوليو 1944 بأوكلاند في نيوزيلندا - ) (بالإنجليزية: Terry Jarvis)‏ هو لاعب كريكت نيوزلندي. شارك مع منتخب نيوزيلندا الوطني للكريكت.

## وصلات خارجية
- تيري جارفيس على موقع إي آس بي آن كريك إنفو (الإنجليزية)